# 층꽃나무
층꽃나무는 꿀풀과의 잎 지는 넓은잎 떨기나무이다. 나무의 밑부분만 목질일 뿐, 윗부분이 풀처럼 겨울에 말라 죽어서 풀로 분류하기도 한다. 그래서 층꽃풀이라고도 부른다. 한국·중국·타이완에 분포한다.

## 생태
줄기가 무더기로 나와서 높이 30~60 센티미터이고 털이 많으며 흰빛이 돈다. 잎은 마주나고 달걀꼴이며 끝이 뾰족하고 가장자리에 큰 톱니가 있다. 꽃은 여름에 피고 취산꽃차례로 달리며 꽃이삭이 잎겨드랑이에 많이 모여 달리면서 층층 지므로 층꽃나무라는 이름이 생겼다. 화관은 5개로 깊게 갈라지며 제일 큰 갈래조각의 가장자리는 실같이 갈라진다. 꽃은 연한 자줏빛이지만 연한 분홍색과 흰빛을 띠기도 한다. 암술대는 2개로 갈라지고 4개의 수술 중 2개는 길며 모두 꽃 밖으로 길게 나온다. 열매는 꽃받침 속에 들어 있다.
품종으로 흰색 꽃이 피는 흰층꽃나무(Caryopteris incana f. candida Hara)가 있다.

## 관리 및 번식법
관리법 : 돌 틈이나 물 빠짐이 좋은 화단에 심는다. 실내에서 키워도 좋은 식물이다. 잎이 매우 부드럽고 꽃피는 기간이 길기 때문에 관상용으로도 좋다. 물은 2~3일 간격으로 준다.  성질이 강인한 식물이기에 어떤 환경과 토양에서도 잘 자라며 기르기 쉬운 식물이지만 비옥한 곳은 피하는 것이 좋다.
번식법 : 11월에 받은 종자는 종이에 싸서 냉장보관 후 이듬해 봄 화단에 뿌리고, 포기나누기는 가을이나 이른 봄에  한다. 뿌리발육이 왕성하기 때문에 종자발아 후 옮겨심기를 해야 한다.

## 사진

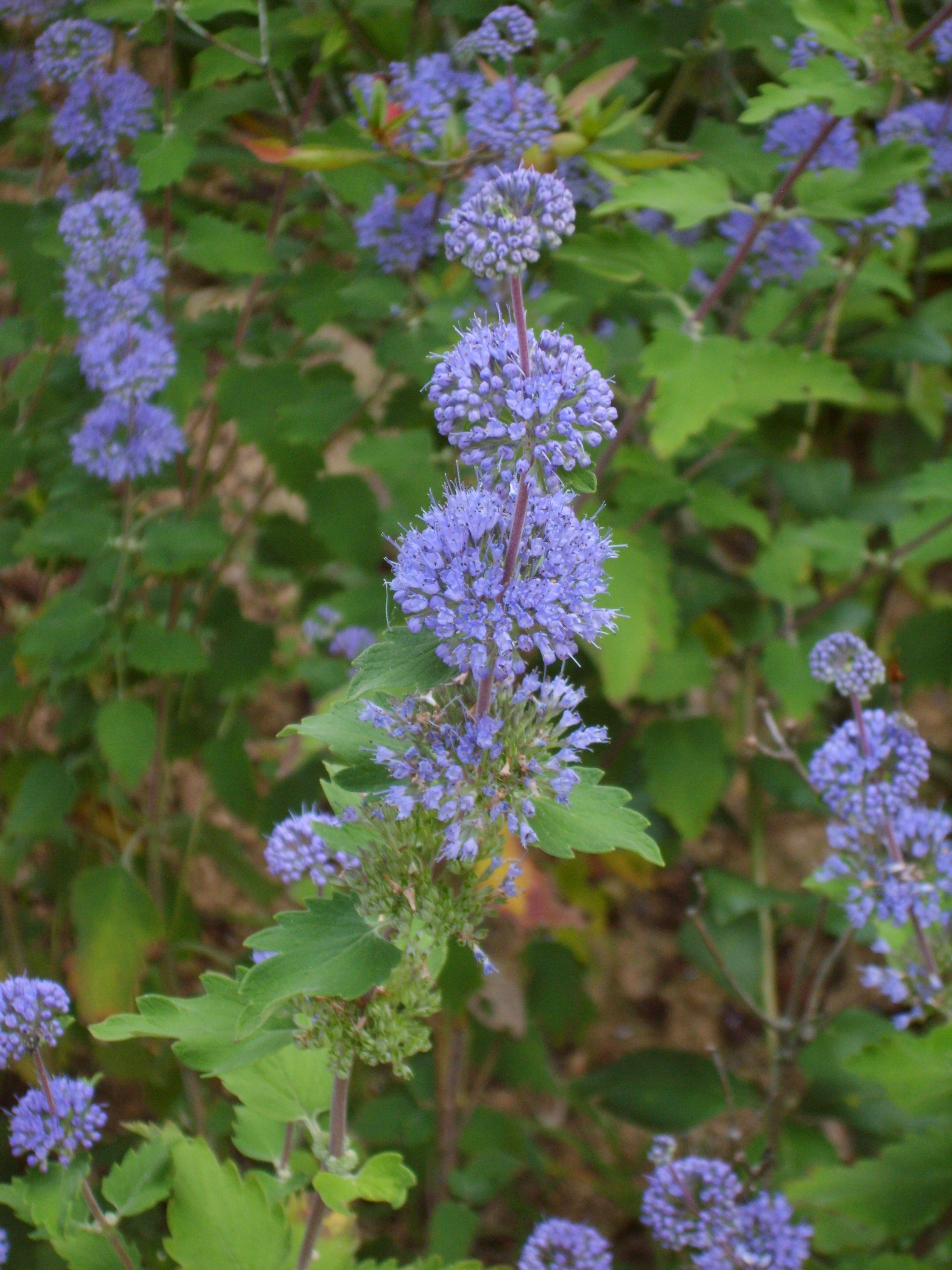
꽃
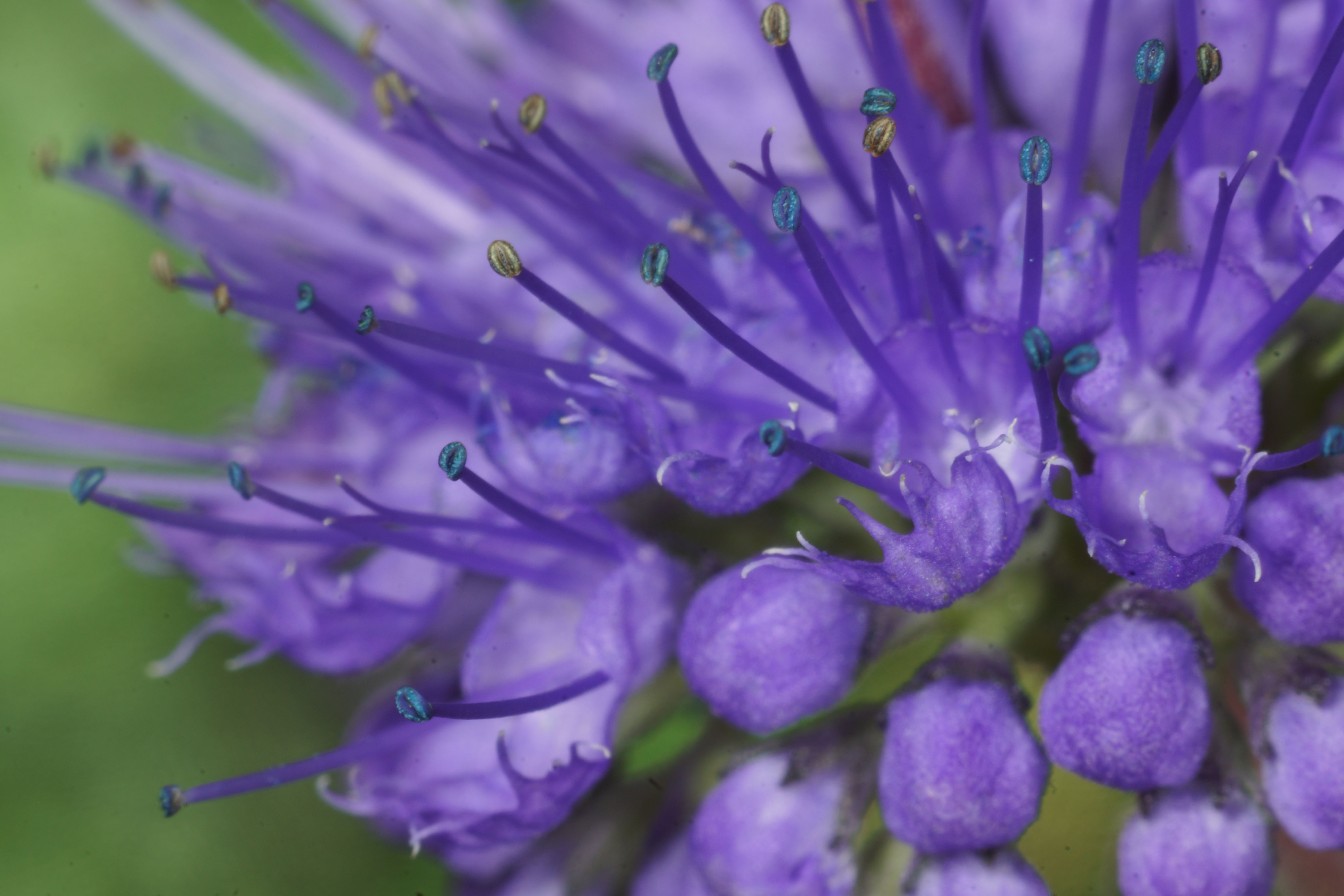
접사 층꽃나무
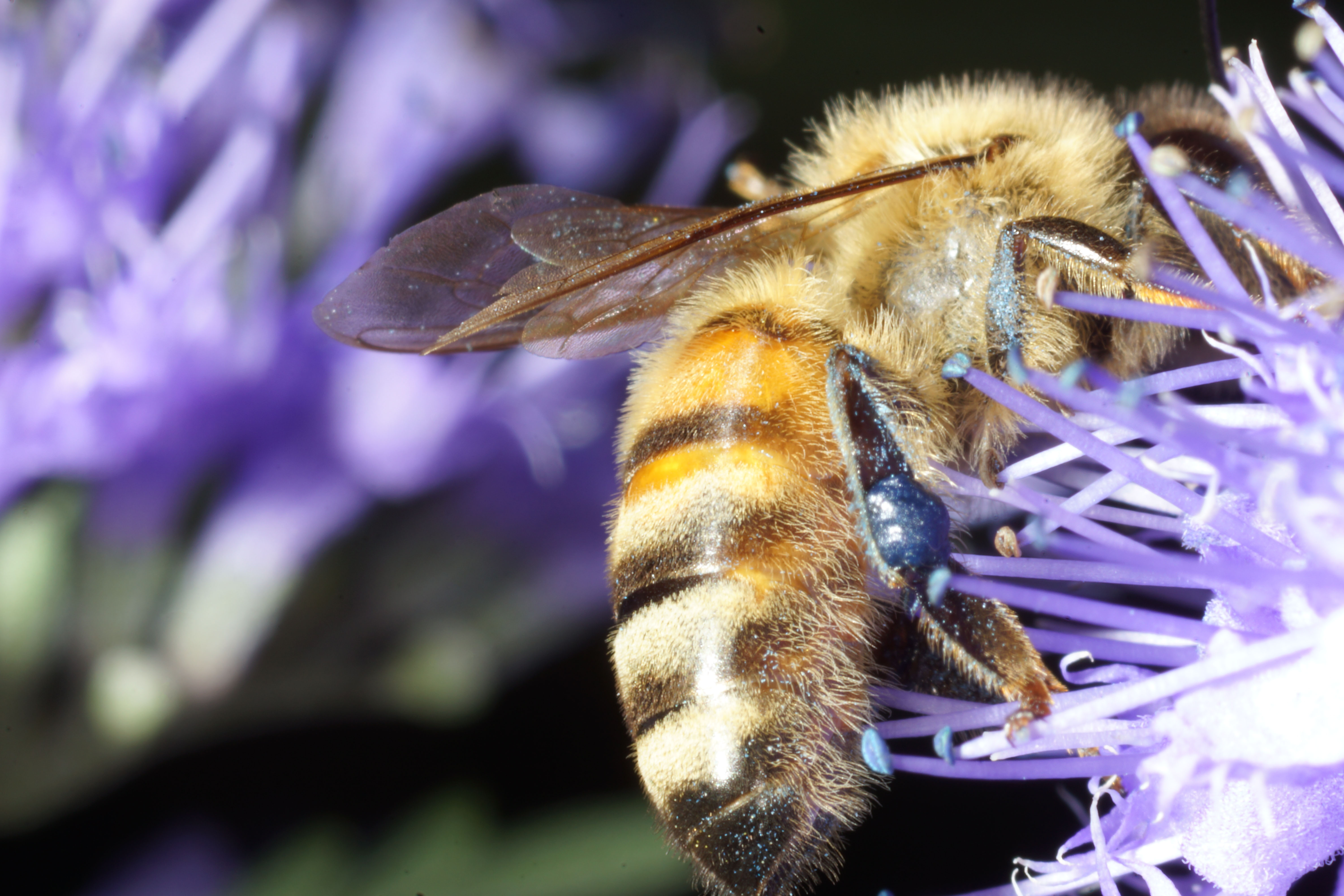
층꽃나무 수술의 비취색 꽃가루